# Scania Danmark
Scania Danmark A/S er et dansk datterselskab til Scania med hovedkvarter i Ishøj, København. De importer, forhandler, servicerer og reparerer busser og lastbiler af mærket Scania. Selskabet blev etableret i 1963 og har 21 afdelinger i Danmark. I 2023 havde de ca. 700 ansatte og en omsætning på ca. 2,7 mia. danske kroner.